# Giang Hoành Ân
Giang Hoành Ân (chữ Hán: 江宏恩, sinh ngày 30 tháng 10 năm 1970), còn gọi là Nic Giang, là một diễn viên, ca sĩ Đài Loan, vào nghề năm 1994, thời học trung học, khi công ty quảng cáo tuyển diễn viên thì anh đã được chọn, sau khi hết thời gian nhập ngũ, nhà chế tác Từ Tiến Lương đã phát hiện anh và đào tạo vào ngành giải trí. Lúc mới vào nghề, anh được Long Thiệu Hoa, Trần Mỹ Phượng chiếu cố, được đạo diễn Phùng Khải đánh giá cao và được đóng vai chính trong Phi Long Tại Thiên, vai diễn này đã giúp anh nổi tiếng khắp Đài Loan, tiếp đến là vai chính trong Thế Gian Lộ, Tái Kiến A Lang được đài CCTV8 chiếu và nhận được đánh giá cao, năm 2006 thì anh đến Trung Quốc phát triển sự nghiệp và nổi danh ở Đại Lục từ vai chính trong bộ phim "Người Mẹ Xấu Của Tôi".

## Phim truyền hình
| Năm         | Phim                                                      | Vai Diễn                                                                     | Chú thích |
| ----------- | --------------------------------------------------------- | ---------------------------------------------------------------------------- | --- |
| 1989        | Hựu Kiến Bưu Sai Lai Án Linh                              | Áo Tư Ca                                                                     | Vai khách mời trong 5 tập phim cuối.                                                                                               |
| 1994        | Khiên Thủ Xuất Đầu Thiên                                  | Trương Đại Cương                                                             | 40 tập |
| 1994        | Đài Loan Thủy Hử Truyện                                   | Lâm Chí Minh                                                                 | 60 tập |
| 1995        | Kim Dạ Tác Mộng Dã Hội Tiếu                               | Hoàng Lập Đông                                                               | 35 tập |
| 1995        | Nhân Sanh Kịch Triển - Xuân Tử Dữ Tú Đoạn                 | Trần Tử                                                                      | phát sóng ở Đài Loan năm 1999. |
| 1995        | Tinh Tuyển Kịch Phường - Bích Hải Minh Nguyệt Tâm         | Tôn Đại Vĩ                                                                   | |
| 1996        | Đài Loan Diễn Nghĩa                                       | Trần Chính Hiền                                                              | 57 tập |
| 1996        | Đài Thị Kịch Trường - Nhân Gian Trữ Tình Hệ Liệt          |                                                                              | kịch Kim Chung, 1 tập |
| 1996        | A Túc                                                     | Lâm Thái Lang                                                                | 40 tập |
| 1996        | Vương Giả                                                 | Tiến Toàn                                                                    | trong chương trình phim truyền hình Hải quân, 1 tập                                                                                |
| 1996        | Pháp Y Kì Án                                              |                                                                              | |
| 1997        | Thiêm Đinh Phát Tài Hảo Vận Lai                           | Lâm Chính Nghĩa                                                              | 40 tập |
| 1997        | Bạn Nhĩ Nhất Sanh                                         |                                                                              | |
| 1997        | Đại Tỷ Đương Gia                                          | Giang Nghị Khánh                                                             | 88 tập |
| 1998        | Tinh Tọa Nữ Nhân Hệ Liệt - Cự Giải Tọa                    | Diệp Hoằng Chi                                                               | 2 tập |
| 1998        | Thế Gian Phụ Mẫu                                          | Tiến Bảo                                                                     | 67 tập |
| 1998        | Nhất Phẩm Phu Nhân Chi Ma Quan                            | Giang Long                                                                   | |
| 1998        | Thái Dương Hoa                                            | Triệu Sĩ Nguyên                                                              | phim dài tập của "Hoa Hệ Liệt", dài 41 tập, phim đã phát sóng ở Việt Nam với tên: Hoa Hướng Dương.                                 |
| 1999        | Quân Tử Lan Hoa                                           | Tô Thiêm Tài                                                                 | phim của "Hoa Hệ Liệt", dài 25 tập, phim đã phát sóng ở Việt Nam với tên: Hoa Lan Quân Tử.                                         |
| 1999        | Phú Quý Tại Thiên                                         | Trần Kiến Hâm (Hứa Hoài Ân)                                                  | đóng vai thế hệ thứ 3 (con cháu) trong phim.                                                                                       |
| 2000        | Tân Thế Đại Kịch Trường - Song Diện Tình Nhân             | Lâm Khải                                                                     | 10 tập |
| 2000        | Nại Hà Hoa                                                | Đồng Tâm                                                                     | phim của "Hoa Hệ Liệt", dài 17 tập, phim đã phát sóng ở Việt Nam với tên: Kiếp Lai Sinh.                                           |
| 2000        | Trưởng Nam Để Tức Phụ                                     | Lâm Gia Hựu (Vương Gia Hựu)                                                  | đóng vai thế hệ thứ 3 (con cháu) trong phim.                                                                                       |
| 2000 - 2001 | Phi Long Tại Thiên                                        | Hoàng Phi Long (A Ngưu)                                                      | 4 phần, dài 248 tập, phim đã phát sóng 3 phần ở Việt Nam với tên: Phi Long Đại Hiệp.                                               |
| 2001        | Võng Lộ Tinh Động Kịch Trường - Hoa Hồ Điệp Dữ Dã Mai Côi | Phương Mặc                                                                   | vai khách mời trong 1 tập của tổng cộng 4 tập.                                                                                     |
| 2001        | Bả Bả Tư Sanh Nữ                                          | Lâm Tuấn Anh                                                                 | 21 tập, phim đã phát sóng ở Việt Nam với tên: Con Rơi.                                                                             |
| 2002        | Thế Gian Lộ                                               | Phương Xán Đường                                                             | 132 tập, phim đã phát sóng ở Việt Nam với tên: Đường Đời.                                                                          |
| 2002        | Ngẫu Nhiên                                                | Chung Hạo Nhiên                                                              | 29 tập, phát sóng ở Đài Loan năm 2004.                                                                                             |
| 2003        | Mỹ Mộng Thành Chân                                        | Phương Viễn Sơn                                                              | 81 tập |
| 2003        | Tái Kiến A Lang                                           | Lưu Minh Lang (lúc trẻ)/Trịnh Nguyên Lang, sau đổi tên thành Lưu Nguyên Lang | 117 tập |
| 2004        | Chân Ái Vô Hối                                            | Hoàng Gia Minh                                                               | 67 tập, phim đã phát sóng ở Việt Nam với tên: Yêu Không Hối Tiếc.                                                                  |
| 2004        | Live Hữu Go Trạm                                          | Giang Niệm Bát                                                               | vai khách mời trong 1 tập. |
| 2005        | Sanh Mệnh Đích Thái Dương                                 | Thái Vĩnh Xán, sau đổi tên thành Thái Chí Hàng (biệt danh Hồng Mao)          | vai khách mời trong 20 tập. |
| 2005        | Kim Sắc Ma Thiên Luân                                     | Trần Chính Hồng, sau đổi tên thành Thẩm Chính Hồng                           | 301 tập |
| 2006        | Tương Phùng Hà Tắc Tằng Tương Thức                        | Chiêm Trọng Vũ                                                               | 30 tập, phát sóng ở Trung Quốc năm 2011.                                                                                           |
| 2007        | Thần Cơ Diệu Toán Lưu Bá Ôn - Phần 5: Trường Sinh Kiếp    | Đào Tuấn (Sở Tuấn)                                                           | 37 tập, phim đã phát sóng ở Việt Nam.                                                                                              |
| 2007        | Thiên Hạ Đệ Nhất Vị                                       | Đường Bổn Long Giới                                                          | 250 tập, phim đã phát sóng ở Việt Nam.                                                                                             |
| 2007        | Người Mẹ Xấu Của Tôi                                      | Vương Đại Xuân                                                               | 26 tập, phát sóng ở Trung Quốc năm 2008.                                                                                           |
| 2007        | Nhất Định Ái Hạnh Phúc - Mỹ Mộng Thành Chân               | Trần Vĩnh Hòa                                                                | 80 tập, phát sóng ở Đài Loan và Trung Quốc năm 2008.                                                                               |
| 2008        | Thuyền Nương Văn Úy, còn có tên là Thuyền Nương Văn Tuệ   | Hồng Văn Lộc, sau đổi tên thành Từ Thiên Lộc                                 | 35 tập, phát sóng ở Đài Loan năm 2010, phim đã phát sóng ở Việt Nam với tên: Dâu Bể Đời Tôi.                                       |
| 2008        | Xuân Khứ Xuân Hựu Hồi                                     | Tô Tam Cường                                                                 | 45 tập, phát sóng ở Đài Loan năm 2009, phim đã phát sóng ở Việt Nam với tên: Mùa Xuân Cuối Cùng.                                   |
| 2008 - 2009 | Hựu Kiến A Lang                                           | Lưu Kim Hổ/Lưu Kim Bằng/Lưu Nguyên Lang                                      | 50 tập, tiếp nối kịch bản của phim Tái Kiến A Lang (năm 2003), bộ phim này được phát sóng khắp Đài Loan và Trung Quốc từ năm 2009. |
| 2009        | Chân Tình Mãn Thiên Hạ                                    | Tiêu Kiến Long, sau đổi tên thành Phương Kiến Long                           | 294 tập |
| 2009        | Người Cha Xấu Của Tôi                                     | Uông Bảo Cường                                                               | 33 tập, phát sóng ở Trung Quốc năm 2010.                                                                                           |
| 2009        | Tân Bao Thanh Thiên - phần: Thất Hiệp Ngũ Nghĩa           | Bắc Hiệp Âu Dương Xuân                                                       | trong vụ án từ tập 17 đến tập 23 của bộ phim, phát sóng ở Đài Loan năm 2011, phim đã phát sóng ở Việt Nam.                         |
| 2009        | Gia Khánh Quân Du Đài Loan - phần 3: Chân Mệnh Thiên Tử   | Trần Chính Quý                                                               | phim đã phát sóng ở Việt Nam. |
| 2009        | Thuyền Lai Thuyền Vãng                                    | Lý Trường Thanh                                                              | phát sóng ở Trung Quốc năm 2011.                                                                                                   |
| 2010        | Quên Đi Tôi Là Ai                                         | Ngô Gia Đống                                                                 | 28 tập, phát sóng ở Trung Quốc năm 2010.                                                                                           |
| 2010        | Cuộc Chiến Của Thê Tử Môn                                 | Đỗ Vĩ Kiệt                                                                   | 63 tập, phim đã phát sóng ở Việt Nam.                                                                                              |
| 2010        | Luyến Luyến A Lý Sơn                                      | Ngô Khởi Cương                                                               | 30 tập |
| 2011        | Đoàn viên                                                 | Lưu Sĩ Kiệt                                                                  | phát sóng ở Trung Quốc năm 2011.                                                                                                   |
| 2011        | Đào Hoa Kiếp                                              | Lưu Tử Hạo                                                                   | khởi quay ngày 15/06/2011 ở phim trường Hoành Điếm và hoàn thành vào ngày 02/09/2011.                                              |
| 2011        | Nãi Nãi Tái Ái Ngã Nhất Thứ                               | Triệu Hữu Nghĩa                                                              | khởi quay ngày 19/09/2011 và hoàn thành vào tháng 11.                                                                              |
| 2012        | Tượng Hỏa Hoa Tượng Hồ Điệp                               | Hoàng Lão Tứ (Ngân Toán Bàn)                                                 | khởi quay đầu tháng 8 ở bến tàu Thượng Hải.                                                                                        |
| 2013        | Phong Vũ Tình Mãn Lâu                                     |                                                                              | khởi quay ngày 12/01 ở phim trường Hoành Điếm.                                                                                     |
| 2014        | Thế Gian Tình                                             | Trịch Dịch                                                                   | 355 tập, phim đã phát sóng ở Việt Nam với tên: Tình đời                                                                            |

## Âm nhạc
| Năm  | Tên Album                       | Chú thích      |
| ---- | ------------------------------- | -------------- |
| 2011 | Vol 1: Tâm Nguyện               | 10 CD và 4 DVD |
| 2012 | Vol 2: Thế giới Của Người Thứ 3 | 10 CD và 6 DVD |

## Các Thành Tựu Chính
- Năm 2000: rating phim Phi Long Tại Thiên phá kỷ lục tại Đài Loan.
- Năm 2003: phim Tái Kiến A Lang là phim vượt kỷ lục của giờ vàng.
- Năm 2008: phim Người Mẹ Xấu Của Tôi nhận được đánh giá tốt, rating cao trên toàn quốc.
- Năm 2009: phim Hựu Kiến A Lang phá kỷ lục rating của năm.
- Năm 2010: phim Người Cha Xấu Của Tôi chiếu trên toàn quốc có rating hàng đầu.
- Năm 2010: giải thưởng nam diễn viên được yêu thích nhất trong phim Hựu Kiến A Lang.
- Năm 2011: giải thưởng nam diễn viên phụ xuất sắc nhất trong phim Quên Đi Tôi Là Ai.